# Кам'яниця Коломийська
49°50′33″ пн. ш. 24°1′47″ сх. д. / 49.84250° пн. ш. 24.02972° сх. д.
Кам'яниця Коломийська — житловий будинок XVII століття, пам'ятка архітектури національного значення (охоронний № 357). Розташована в історичному центрі Львова, на вулиці Краківській. Унікальна збереженими фресками на стінах і стелі.

## Історія
Найстаріша згадка про кам'яницю на місці сучасного будинку № 9 належить до 1382 року — саме цим роком датована найстаріша із збережених міських книг Львова. Ця кам'яниця, зведена, імовірно, у готичному стилі, згоріла під час великої пожежі 1527 року, була відбудована і повторно згоріла у 1564 році. Після цього, у другій половині XVI століття, на місці згарища звели кам'яницю у стилі Відродження, структура якої збереглася і в сучасній будівлі. Свою назву кам'яниця отримала у середині XVII століття, від її власників, родини Коломийських (Kolomyiski). Ігор Мельник у своїй книзі «Львівське середмістя» помилково вказує стару назву кам'яниці — Кіностовська, цю назву мав зруйнований на початку XX століття сусідній будинок № 8.
У 1712 році кам'яниця знову значно постраждала від пожежі, але тогочасний власник, Фабіан Коломийський, перебудував її, лишивши на згадку про пожежу напис латиною на дерев'яному сволоку: «Post conflagratam igne lapideam in anno 1712» (укр. «Після спалення вогнем у 1712 році»). Ймовірно, саме тоді екстер'єр кам'яниці набув барокових рис. Наприкінці XVIII століття власником будинку був маляр Стефан Вишинський.
У 1820-х роках у кам'яниці відкрився готель «Вікторія», перед відкриттям якого будівлю ґрунтовно реконструювали. Готель був розрахований на вишукану публіку, тут були кімнати розпусти, а на першому поверсі містився ресторан-винарня «Під трьома муринами».
Власники готелю кілька разів змінювалися, і кожен з них вносив певні зміни у загальний вигляд кам'яниці. Так, 1847 року при черговій реконструкції кам'яниця частково набула ампірного стилю; ймовірно, тоді ж замінили барокові склепінчасті перекриття на пласкі стелі, облаштували сходову клітку з бильцями ливарної роботи і світловим ліхтарем, стіни та стелі приміщень вкрили розписами. На згадку про цю перебудову залишився вирізьблений на дереві столярці внутрішніх входів у подвір'я напис «Założony 1847». Відомо, що до 1886 року будинком володіла родина Кіршбаумів, Матеус і, пізніше, Марія Кершбаум (імовірно, вдова Матеуса), яка 1886 року продала кам'яницю австрійцеві Людвігу Штадтмюллеру (Stadtmüller). Новий власник вирішив осучаснити готель і 1890 року провів його реконструкцію; автором проекту перебудови став львівський архітектор Альфред Каменобродський. Під час перебудови, до основного об'єму кам'яниці добудували четвертий поверх, в номерах облаштували ванні кімнати, поновили розписи інтер'єру та виконали нові у надбудованому поверсі. У 1909 році над парадною частиною кам'яниці надбудували мезонін (автор проекту — архітектор Генрик Мюллер).
У 1912 році Штадтмюллер продав кам'яницю разом із рестораном Соломону Фрідману. Окрім ресторану на першому поверсі кам'яниці розташовувалися також три магазини, що орендували приміщення у Фрідмана. Усі магазини активно рекламували свої товари на вивісках та інших рекламних носіях, розміщених на фасаді будинку. Це обурило магістрат, який вимагав усунути цю рекламу, адже вона псувала вигляд історичної будівлі. Проте власник кам'яниці, Соломон Фрідман, визнаючи історичну цінність кам'яниці, утім, відмовився зняти рекламу, обґрунтовуючи своє рішення тим, що магістрат сам колись дав дозвіл на розміщення вивісок. Цю справу вирішили лише після смерті Соломона, коли будинок перейшов у власність до його вдови, Берти Фрідман, яка заплатила великий штраф і демонтувала рекламу з фасаду будинку. Незабаром, 1936 року, архітектор Ігнатій Вількон спроектував реставрацію фасаду, під час якої відновили первісне кам'яне обрамування віконних прорізів. Однак для пам'яткоохоронної служби цього було недостатньо і вона почала вимагати від власниць (на той час у Берти з'явилася співвласниця на ім'я Гізеля Юпітер) повністю реставрувати фасад, зокрема, відновити три фігурки негрів — символів ресторану, які колись були на фасаді. Зрештою, всі скінчилося тим, що 1938 року фасад кам'яниці просто пофарбували, а от фігурки негрів встановити не вдалося: одна з них була вкрадена і не знайшлося скульптора, який міг би її відновити.
Восени 1939 року Львів був окупований Радянським Союзом. Готель і ресторан у Коломийській кам'яниці закрили, а в жовтні 1939 року в ній була влаштована виборча дільниця. Після війни будинок перетворили на житловий, за проектом архітектора Леонтьєва. Під час реконструкції змінили внутрішнє планування, перетворивши готельні номери на комунальні квартири, влаштували бетонні перекриття, а інтер'єрні розписи зафарбували. На першому поверсі відкрився магазин молочних виробів.
У 1986 році кам'яницю Коломийську рішенням сесії Львівського облвиконкому № 44 від 28 січня того ж року включили до місцевого реєстру пам'яток під охоронним № М-619. Було проведено реставрацію інтер'єру, під час якої реставратори Костянтин Присяжний, Любарт Ліщинський та Мирослава Майорчук віднайшли зафарбовані розписи XIX століття. На той час вдалося відтворити лише один фрагмент — на стелі брами (художник-реставратор Ніна Присяжна).
У 2006 році перший поверх кам'яниці пристосували під кав'ярню, яка отримала назву «Фреска». Під час ремонтних робіт реставратори Віктор Гануляк та Люба Одрехівська відреставрували фрагменти оригінальних розписів у приміщенні кав'ярні.

## Опис

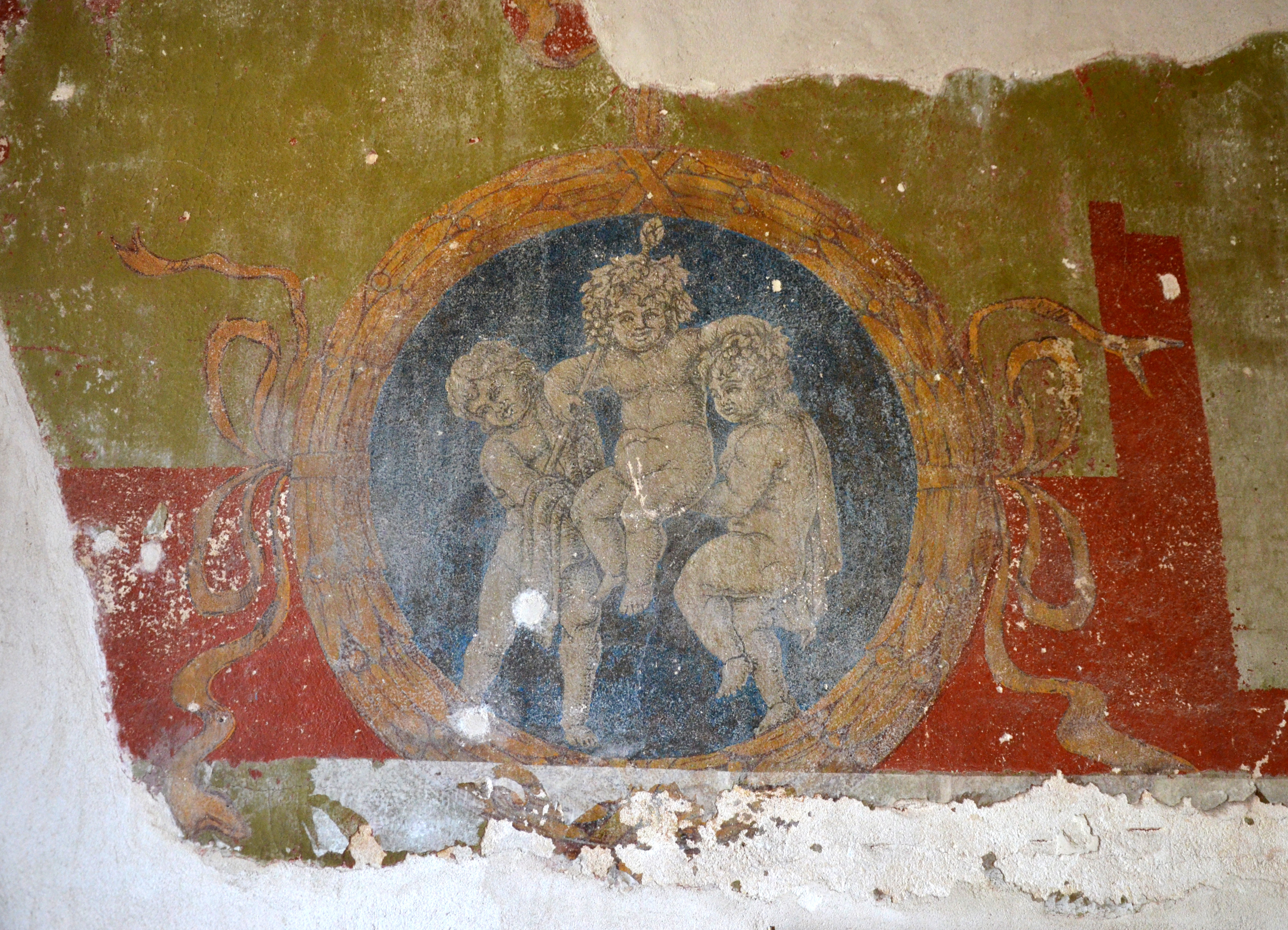
Фрагмент фрески

Будівля чотириповерхова (четвертий поверх надбудований наприкінці XIX ст.), мурована з каменю і цегли, видовжена у плані, вкрита двосхилим дахом із ліхтарем, має внутрішнє подвір'я і флігель. Її структура характерна для середньовічного Львова: будівля тритрактова (тобто складається з трьох частин — парадної, тильної і сходів), дводільна. Головний фасад тинькований, тривіконний, у лівій частині розташована вхідна брама, виконана у стилі ампір, що веде до сходової клітки. Площина фасаду розчленована коринфськими пілястрами, на базах яких розміщені барельєфи у вигляді грон винограду, які нагадують про ресторан-винарню, який існував на першому поверсі У XIX—XX століттях. Вікна прямокутні, на другому поверсі прикрашені фігурними сандриками (прямокутними на крайніх вікнах і лучковим — на центральному вікні) із ліпним орнаментальним декоруванням, на третьому — прикрашені ліпниною з акротерієм. Між третім і четвертим поверхами розташований розвинений карниз із модульйонами у вигляді жіночих голівок.
В інтер'єрі кам'яниці збереглися елементи декору стелі (розети, волюти, гірлянди) та фрагменти розписів XIX століття. Серед них — янголята-путті із пляшками шампанського і токайського (символ вишуканої кухні колишнього ресторану-винарні), морський пейзаж у голландському стилі, який символізує заморські контакти господаря.